# Anochthiphila norrisi
Anochthiphila norrisi är en tvåvingeart som beskrevs av Tanasijtshuk 1996. Anochthiphila norrisi ingår i släktet Anochthiphila och familjen markflugor.
Artens utbredningsområde är Northern Territory, Australien. Inga underarter finns listade i Catalogue of Life.